# Eusamythella
Eusamythella är ett släkte av ringmaskar. Eusamythella ingår i familjen Ampharetidae.
Kladogram enligt Catalogue of Life:
| Eusamythella | \| \| Eusamythella multidentata \| \| \| \| \| \| Eusamythella sexdentata \| \| \| \| |
|              | \| \| Eusamythella multidentata \| \| \| \| \| \| Eusamythella sexdentata \| \| \| \| |
|              | Eusamythella multidentata                                                             |
|              |                                                                                       |
|              | Eusamythella sexdentata                                                               |
|              |                                                                                       |